# Zuständigkeitsbereich (Luftfahrt)
Ein Zuständigkeitsbereich ist ein Luftraum festgelegter Dimensionen (horizontal und vertikal), in dem eine einzige Flugsicherungsstelle die Verantwortung für die Bereitstellung von Flugsicherungsdiensten hat.

## Beschreibung
Jede Radarstelle in der Luftfahrt hat einen zugehörigen Luftraum, in welchem sie für die Radarführung, Fluginformation und Notdienste zuständig ist. Bis Anfang 2008 bestand zwischen der Deutschen Flugsicherung GmbH (DFS) und der Bundeswehr nur eine interne Absprache, welche Stelle für welchen Luftraum zuständig ist. Seit dem 29. Februar 2008 werden die abgesprochenen militärischen Lufträume um Militärflugplätze jedoch veröffentlicht. Damit soll zivilen Teilnehmern der Luftfahrt ermöglicht werden, Verkehrsinformationen von der Stelle zu erhalten, die für den durchflogenen Luftraum zuständig ist und daher auch die Absichten der dort radargeführten Luftfahrzeuge kennt. Dies ist besonders dort wichtig, wo strahlgetriebene Luftfahrzeuge für den Endanflug oder Abflug, zu oder von einem Militärplatz, im zwar kontrollierten, aber für Flüge nach Sichtflugregeln freigegebenen Luftraum der Klasse „E“ kanalisiert werden müssen.
Der jeweils zugehörige Luftraum um einen militärischen Flugplatz wird dabei nach der zuständigen Einrichtung benannt. Das Wort „Zuständigkeitsbereich“ wird üblicherweise abgekürzt. Beispielsweise ist der Luftraum um den Heeresflugplatz Celle als „ZB Celle“ veröffentlicht.